# Боамон (Мерт и Мозел)
Боамон (фр. Boismont) насеље је и општина у североисточној Француској у региону Лорена, у департману Мерт и Мозел која припада префектури Брије.
По подацима из 2011. године у општини је живело 473 становника, а густина насељености је износила 87,11 становника/km². Општина се простире на површини од 5,43 km². Налази се на средњој надморској висини од 300 метара (максималној 350 m, а минималној 233 m).

## Демографија
| 1962. | 1968. | 1975. | 1982. | 1990. | 1999. | 2011. |
| ----- | ----- | ----- | ----- | ----- | ----- | ----- |
| 464   | 525   | 474   | 378   | 437   | 456   | 473   |

График промене броја становника у току последњих година